# 澤西
澤西行政區（英語：Bailiwick of Jersey），簡称澤西（英語： /ˈdʒɜːrzi/；泽西方言： ʒɛri），又譯哲爾賽、澤爾西，是英國王室的一个王室屬地，位於诺曼底半岛外海20公里處的海面上，是英吉利海峽靠近法國海岸線的海峽群島的一部分。澤西行政區由澤西島和周邊兩座無人島群——曼基耶島（Minquiers）與埃克雷乌島（Ecréhous）共同組成，国际上视为由英国负责的领土而法律上非英国的一部分。

## 歷史
澤西行政區的歷史最早可以回溯到933年時，海峽群島被諾曼第公爵長劍威廉併吞成為諾曼第公國的一部分，其后裔征服者威廉成為英格蘭國王，海峽群島也成為英格兰王国的一部分。雖然在1204年時法國人收復諾曼第地區，但並沒有在同時將海峽群島收回，使得這些島嶼成為這段史蹟的見證。第二次世界大战時澤西島與根西島曾遭德軍佔領過，佔領期自1940年5月1日到1945年5月9日止，是二戰期間唯一被德國掌控過的英國領土。

## 政治
澤西行政區是王室屬地，與英國共戴同一個君主，而首長則稱為行政官（Bailiff）。雖然國防與外交上的事務完全由英國负责，但是高度自治的澤西行政區擁有自己的稅務與立法系統，有自己的眾議院，甚至發行自己的澤西島鎊（其幣值與英國英鎊相當，並且可在英國境內使用，但不在國際貨幣市場通行）。目前其相鄰的根西行政區已經進行改制，將首長換成議會制（稱為首席部長），澤西也將會在不久的將來跟進。
澤西議會（States Assembly）實行一院制，49名民選議員及5名委任議員組成，民選議員任期四年。澤西是投票率全球最低的地區之一，2005年只有33%，同年歐洲平均投票率為77%。
行政機關由一名首席部長及九名部長組成，各名部長可任命最多兩名助理部長。

## 宗教

### 堂區

澤西島上的堂區分部圖

澤西行政區的首府為聖赫利爾。島上居民除了以英語作為官方語言外，也有許多人口是以法語為母語，因此法文也是該行政區的官方語言之一。行政上，澤西島分為12個堂區。所有堂區均有其海岸，並以不同的基督教聖人取名，以紀念區教堂的主保聖人。這12個堂區分別如下：
- 格魯維爾（Grouville，紀念格魯維爾的聖馬田，Saint Martin de Grouville）
- 聖布雷拉德（Saint Brélade）
- 圣克莱芒（Saint Clément）
- 聖赫利爾（Saint Helier）
- 聖約翰（Saint John）
- 聖勞倫斯（Saint Lawrence）
- 圣马丁（Saint Martin）
- 圣玛丽（Saint Mary）
- 聖旺（Saint Ouen）
- 聖彼得（Saint Peter）
- 圣塞维尔（Saint Saviour）
- 特里尼蒂（Trinity）

## 氣候與其他
位於英國以南的澤西島屬於温带海洋性气候，天氣較溫和，因此成為英國人非常喜歡的度假觀光勝地之一。觀光業再加上獨立的低稅率環境，使得服務金融業逐漸在最近幾年來抬頭變成財政主力。除此之外，澤西島的畜牧業也頗負盛名，島上的澤西牛與花卉栽種是非常重要的輸出產品。

## 延伸閱讀
- Balleine's History of Jersey, Marguerite Syvret and Joan Stevens (1998) ISBN 1-86077-065-7
- A Biographical Dictionary of Jersey, G.R. Balleine

考古學
- The Archaeology of the Channel Islands. Vol. 2: The Bailiwick of Jersey by Jacquetta Hawkes (1939)
- The Prehistoric Foundations of Europe to the Mycenean Age, 1940, C. F. C. Hawkes
- Jersey Through the Centuries, Leslie Sinel, Jersey 1984, ISBN 0-86120-003-9
- Jersey in Prehistory, Mark Patton, 1987
- The Archaeology and Early History of the Channel Islands, Heather Sebire, 2005.
- Dolmens of Jersey: A Guide, James Hibbs (1988).
- A Guide to The Dolmens of Jersey, Peter Hunt, Société Jersiaise, 1998.
- Statements in Stone: Monuments and Society in Neolithic Brittany, Mark Patton, 1993
- Hougue Bie, Mark Patton, Warwick Rodwell, Olga Finch, 1999
- The Channel Islands, An Archaeological Guide, David Johnston, 1981
- The Archaeology of the Channel Islands, Peter Johnston, 1986

家畜
- One Hundred Years of the Royal Jersey Agricultural and Horticultural Society 1833–1933. Compiled from the Society's Records, by H.G. Shepard, Secretary. Eric J. Boston. Jersey Cattle, 1954

宗教
- The Channel Islands under Tudor Government, A.J. Eagleston
- Reformation and Society in Guernsey, D.M. Ogier
- International Politics and the Establishment of Presbyterianism in the Channel Islands: The Coutances Connection, C.S.L. Davies
- Religion, History and G.R. Balleine: The Reformation in Jersey, by J. St John Nicolle, The Pilot Magazine
- The Reformation in Jersey: The Process of Change over Two centuries, J. St John Nicolle
- The Chroniques de Jersey in the light of contemporary documents, BSJ, AJ Eagleston
- The Portrait of Richard Mabon, BSJ, Joan Stevens

## 外部連結
- States of Jersey （页面存档备份，存于） Main website of the Jersey government.
- Jersey Tourism Government owned tourism website.
- Jersey Elections （页面存档备份，存于）
- Locate Jersey （页面存档备份，存于）
- BBC Jersey （页面存档备份，存于）
- Isle News
- This Is Jersey （页面存档备份，存于）
- Prehistoric Jersey （页面存档备份，存于）